# Újezd u Černé Hory
Újezd u Černé Hory là một làng thuộc huyện Blansko, vùng Jihomoravský, Cộng hòa Séc.